# Радун, Иосиф Вениаминович
Иосиф Вениаминович Радун (31 июля 1911, Мелитополь, Таврическая губерния, Российская империя — 30 июня 1988, Псков, РСФСР, СССР) — советский театральный режиссёр, театральный педагог. Заслуженный деятель искусств Узбекской ССР (1965).
Один из основателей Ташкентского государственного института театрального искусства (ТГИТИ) имени А. Н. Островского. 

## Биография
Иосиф Радун родился 31 июля 1911 года, в городе Мелитополе Таврической губернии Российской империи. В 1939 году закончил режиссёрский факультет Государственного института театрального искусства им. А. В. Луначарского и в 1940 году начал работу в Краевом драматическом театре им. М. Горького в Сталинграде. С началом Великой Отечественной войны и осложнением ситуации в городе, в 1942 году Иосиф Радун перебрался в Ульяновск и некоторое время работал в Ульяновском драматическом театре им. И. А. Гончарова. 
В 1945 году Радун с семьёй переехал в Ташкент, где в разное время работал режиссёром в Ташкентском русском драматическом театре им. М. Горького (1945—1946), главным режиссёром в Ташкентском государственном театре юного зрителя (1947—1948). Был одним из основателей Ташкентского государственного института театрального искусства (ТГИТИ) имени А. Н. Островского, в котором с 1945 года работал на должности заведующего кафедрой режиссёрского и актёрского мастерства, в 1948 году получил учёное звание доцента, а позже профессора. 
Сын, Вадим Иосифович Радун (1940—2014) советский и российский театральный режиссёр и педагог, народный артист Российской Федерации.
Иосиф Радун скончался в Пскове 30 июня 1988 года, похоронен на кладбище «Орлецы».

## Творчество
Иосиф Радун поставил много ярких спектаклей на сцене театров Узбекской ССР, среди них: «Дядя Ваня» (А. П. Чехов), «Царь Эдип» (Софокл), Ревизор (Н. В. Гоголь), Отелло (У. Шекспир), «Овечий источник» (Лопе де Вега), «узб. Уч бахрдир» (Т. Собиров), «узб. Кимга тўй, кимга аза» (Н. Сафаров), «узб. Зарафшон қизи» (Д. Файзи) и многие другие.
Автор книги «Рождение актера. (Опыт преподавания актёрского мастерства)» (1963).

## Награды
- Заслуженный деятель искусств Узбекской ССР (1965)[1]